# پنتاکربونیل آهن
پنتاکربونیل آهن (به انگلیسی: Iron pentacarbonyl) با فرمول شیمیایی Fe(CO)5 یک ترکیب شیمیایی با شناسه پاب‌کم 26040 است. که جرم مولی آن 195.90 g/mol می‌باشد. شکل ظاهری این ترکیب، مایع است.